# 分子物理学
分子物理学（ぶんしぶつりがく、英語：molecular physics）とは、分子性物質のマクロな物性と、原子・分子の相互作用・統計的に処理された分子の運動との関係を研究する学問である。
- 実験的に物性を測定し、分子構造等との関係を調べる（実験）
- 統計的な処理を用い、ミクロな分子ダイナミクスとマクロ物性との関係を理論的に記述する（理論）
- 分子動力学の原則に基づき計算機によってマクロ物性を予測する（シミュレーション）

と様々なアプローチがとられているが、それぞれは相互に刺激しあい発展している。